# Alapakkam
Alapakkam es una ciudad censal situada en el distrito de Chengalpattu en el estado de Tamil Nadu (India). Su población es de 9404 habitantes (2011). Se encuentra a 56 km de Chennai y a 40 km de Kanchipuram. 

## Demografía
Según el censo de 2011 la población de Alapakkam era de 9404 habitantes, de los cuales 4702 eran hombres y 4702 eran mujeres. Alapakkam tiene una tasa media de alfabetización del 85,19%, superior a la media estatal del 80,09%: la alfabetización masculina es del 90,40%, y la alfabetización femenina del 79,97%.